# Parc Cristina Enea
Cristina Enea est un parc urbain de la ville de Saint-Sébastien (province du Guipuscoa, Espagne). Avec une superficie de 37,824 m2, il est considéré comme l'un les plus étendus et « touffus » parcs urbains d'Espagne.

## Présentation
Il est situé dans le quartier d'Egia et est un des poumons verts de la commune (le principal du secteur urbain), avec les forêts d'Urgull, Lau Haizeta, Ulia, Igeldo, Landarbaso, Urdaburu,  Zubieta, etc. Sur un petit monticule dans un méandre que forme le fleuve côtier Urumea à son passage.
Ce parc a été conçu par le Duc de Mandas, qui en a fait don à l'organe administratif de la ville du terrain, avec la condition qu'il n'y ait pas de constructions, ni d'utilisation du parc autre pour lequel il a été créé. En 2007 on a terminé les travaux de restauration, dont on a amélioré l'accessibilité et on a planté une nouvelle gamme d'arbres et arbustes apportés depuis la Belgique et l'Allemagne afin d'enrichir sa biodiversité. Ces travaux ont été critiqués par les collectifs écologistes, qui ont créé un croisement d'accusations réciproque entre eux et le maire, Odón Elorza,,,,,,,
Dans la partie supérieure du parc, on trouve le Palais du Duc de Mandas, ancienne résidence de ce dernier. Après les travaux de restauration il a été reconverti en Centre de Ressources de l'environnement, laboratoire écologique et centre de formation pour des questions environnementales. La réforme substantielle des façades du palais, ainsi que sa réforme intérieure partielle, a aussi suscité une certaine polémique. En janvier 2008 on a informé de la création de la Fondation Cristina Enea, approuvée par la séance plénière de la mairie le 29, avec le siège dans le Palais.
Début 2009 le parc a opté au Prix européen du Paysage, du Conseil de l'Europe, comme la candidature de l'Espagne, présentée par le  Ministère de Culture.
Après plusieurs retards, des protestations de voisins ont précipité l'ouverture au public le 31 janvier 2009 d'une passerelle piétonnière sur le fleuve Urumea qui relie le parc avec le nouveau quartier de Riberas de Loiola,. Ce pont, raccourcit le temps nécessaire pour faire le parcours à travers la ville, a apporté une augmentation notable du transit de personnes par le parc.

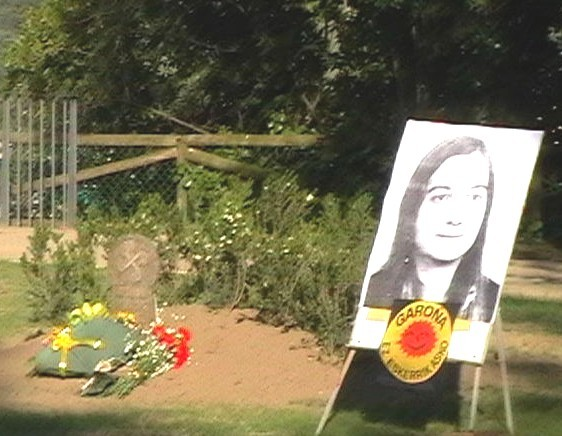
Hommage à Gladys del Estal réalisé en 2006

En mémoire de Gladys del Estal, jeune écologiste du quartier, décédée dans une charge de la Guardia Civil, le 3 juin 1979 à Tudela dans une concentration contre l'énergie nucléaire, peu après l'accident nucléaire de Three Mile Island, divers groupes populaires ont sollicité le changement de nom du parc par celui de Gladys Enea, ce qui contrevenait une des conditions de la cession du parc par le Duc de Mandas. De nos jours il y a des gens et des organismes qui continuent à employer ce nom alternatif. Dans la haute partie du parc il y a une stèle en mémoire de Gladys.

### Sources
- (es) Cet article est partiellement ou en totalité issu de l’article de Wikipédia en espagnol intitulé « Cristina Enea » (voir la liste des auteurs).